# Peter Lorimer
Peter Patrick Lorimer (Dundee, 14 de dezembro de 1946 - 20 de março de 2021) foi um futebolista escocês.

## Carreira
Lorimer atuou no Leeds United de 1962 a 1979 e 1983 a 1985, jogando 676 partidas. Com o clube, conquistou a primeira divisão de 1968–69 e 1973–74, e a Copa da Inglaterra em 1972.
Competiu na Copa do Mundo FIFA de 1974, sediada na Alemanha, na qual a seleção de seu país terminou na nona colocação dentre os dezesseis participantes.

## Morte
Lorimer morreu em 20 de março de 2021, aos 74 anos de idade.